# Ljudmyla Schurawlowa
Ljudmyla Wassyliwna Schurawlowa (ukrainisch Людмила Василівна Журавльова, russisch Людмила Васильевна Журавлёва Ljudmila Wassiljewna Schurawljowa) (* 22. Mai 1946 in Kosmodemjansk) ist eine ehemalige sowjetische Astronomin.

## Leben
In Kosmodemjansk in der ASSR der Mari geboren, besuchte Schurawlowa die Mittelschule und danach die Abendschule für arbeitende Jugendliche (Школа рабочей молодёжи, ШРМ) im benachbarten Woskressenski Rajon. 1970 beendete sie ihr Studium an der Gorki-Universität in Jekaterinburg als Mathematikerin. 
Von Mai 1972 bis Juni 1998 war Schurawlowa wissenschaftliche Mitarbeiterin der Krimgruppe des Instituts für theoretische Astronomie in Leningrad. Von Juni 1998 bis zur Pensionierung im Dezember 2003 arbeitete sie am astrophysikalischen Krim-Observatorium in Nautschnyj, ebenfalls als wissenschaftliche Mitarbeiterin.

## Forschungsleistung
Schurawljowa entdeckte zahlreiche Asteroiden, darunter (4086) Podalirius, (3108) Lyubov und (2374) Vladvysotskij. Sie gehört mit mehr als 200 in den Jahren 1972 bis 1992 entdeckten Asteroiden (darunter 13 zusammen mit anderen) zu den erfolgreichsten Asteroidenentdeckern.

## Ehrungen
1984 erhielt Schurawlowa die Medaille Für das Entdecken neuer astronomischer Objekte des Astronomischen Rats der Akademie der Wissenschaften der UdSSR (AN-SSSR, seit 1991 Russische Akademie der Wissenschaften (RAN)).
Der Asteroid (26087) Zhuravleva wurde am 31. August 2012 nach ihr benannt.
Der Oberste Rat Russlands zeichnete sie 2016 mit einer Öffentlichen Anerkennung (Nr. 4158) aus. Im März 2018 wurde Schurawlowa der Titel Ehrenbürgerin des Woskressenski Rajon verliehen.